# Georg Friedrich Stabel
Georg Friedrich Stabel (ur. 2 lutego 1687 w Bielsku, zm. 28 grudnia 1782 w Halle) – niemiecki chemik i lekarz.

## Biografia i dzieło
Pochodził z Bielska (dziś Bielsko-Biała) na Śląsku Cieszyńskim. Od 1706 studiował na uniwersytecie w Halle, gdzie dwa lata później uzyskał swój pierwszy tytuł doktorski. Następnie kontynuował naukę w Wittenberdze, a od 1711 w Lejdzie, gdzie doktoryzował się ponownie. W 1722 powrócił do Halle i dalszą karierę związał z tym miastem. Po pół roku wykładów został profesorem nadzwyczajnym. W 1726 otrzymał obywatelstwo miasta, a w 1728 został adiunktem lekarza miejskiego.
Najbardziej znany jest za sprawą książki Chymiae Dogmatico Experimentalis, która wyszła w Halle w roku w jego śmierci. Znajdujący się tam rozdział poświęcony podstawom chemii umieszczony został w niemieckim tłumaczeniu w Universal-Lexicon Johanna Heinricha Zedlera. W swych atomistycznych poglądach nawiązywał do Daniela Sennerta, Roberta Boyle’a i Georga Ernsta Stahla. Krytykował teorię trzech substancji składowych ziemi Johanna Joachima Bechera, na podstawie której Stahl rozwinął teorię flogistonu. Podważał tę teorię, wskazując na przyrost masy przy rdzewieniu metali. Była to pierwsza publiczna krytyka teorii flogistonu, nie odbiła się jednak szerokim echem w świecie nauki. Do prac Stabela odwoływali się późniejsi krytycy flogistonu, Hermann Kopp i Mex Speter.